# Капустяна ковбаса

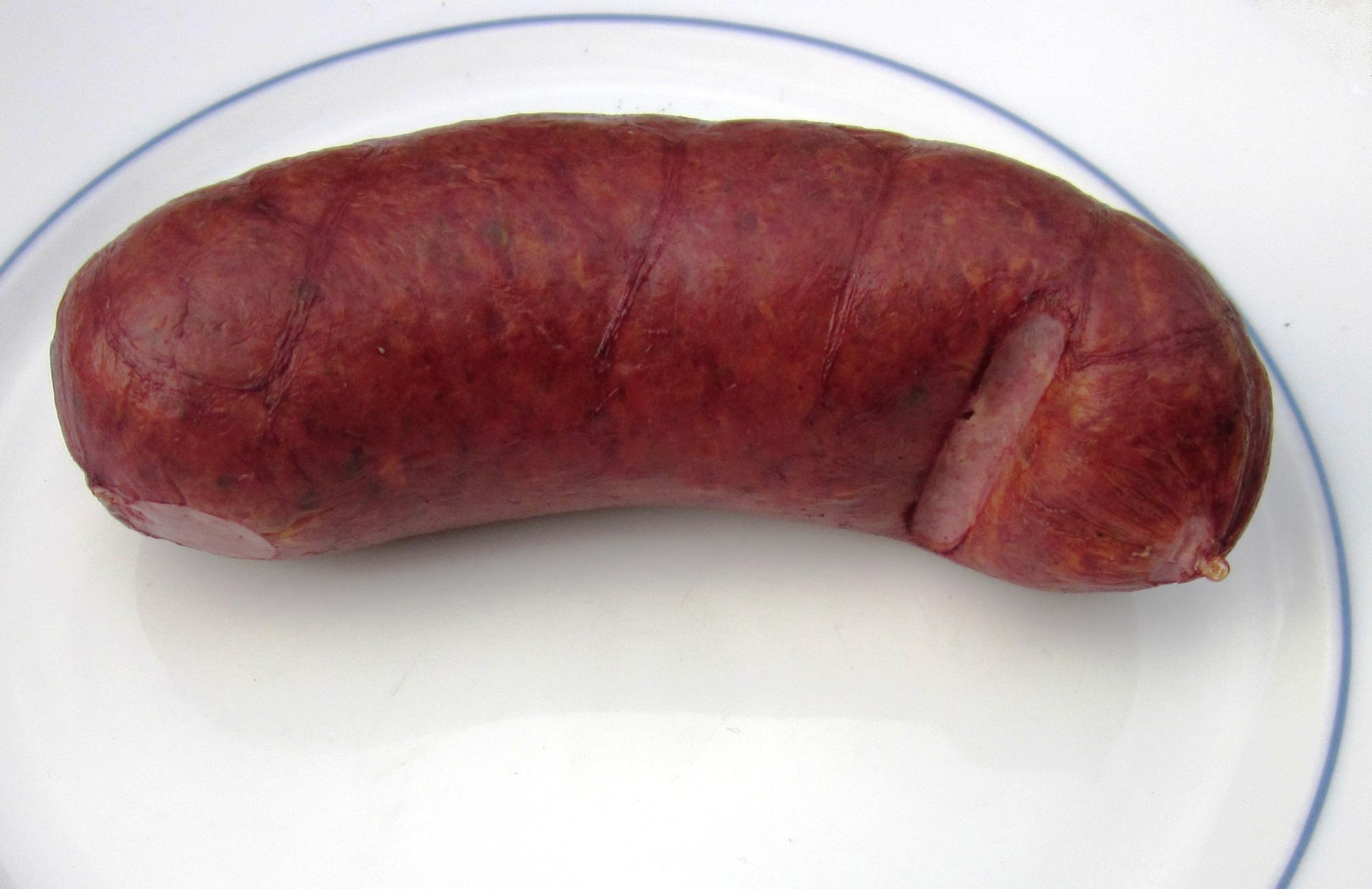
Мекленбурзька легенева ковбаска

Капустяна ковбаса, ко́львурст (нім. Kohlwurst), також легенева ковбаса (нім. Lungenwurst) — свіжа або сирокопчена свиняча ковбаса з жиром і з додаванням свинячої легені. 
Капустяна ковбаса не містить капусти. Її зазвичай подають з капустяним гарніром, наприклад, з кніперколем, звідки й назва. У Данії капустяна ковбаса (дан. kålpølse) вважається новорічною стравою.
Капустяна ковбаса походить з Півночі Німеччини та Данії, користується популярністю в зимовий час разом з брегенвурстом і пінкелем. 
Фарш для капустяної ковбаси складається наполовину з дрібно рубаної свинини та жиру та сирої, очищеної легені. З прянощів залежно від рецепту додають цибулю, майоран, чебрець, запашний перець і гірчичне насіння. Капустяну ковбасу формують у натуральну оболонку і піддають копченню протягом двох тижнів. Перед подачею кольвурст не смажать і не варять, а лише розігрівають у готовому овочевому гарнірі.